# Willa Mielickiego w Toruniu
Willa Stefana Mielickiego w Toruniu – willa znajdująca się przy ul. Czerwona Droga 8 na Chełmińskim Przedmieściu w Toruniu, siedziba Towarzystwa Naukowego Organizacji i Kierownictwa w Toruniu. Powstała w latach 1923-1925. Swoim wyglądem nawiązuje do tzw. stylu dworkowego. Jej charakterystycznym elementem jest wieża w północno-wschodnim narożniku, kolumnowy portyk od strony wschodniej oraz murowana weranda od strony południowej. 28 grudnia 1987 roku została wpisany do rejestru zabytków.